# Vincent Law
(Vincent Law)
Vincent Law (ビンセント・ロウ?, Binsento Rou) o solo Vince (ビンス?, Binsu), è il protagonista maschile dell'anime Ergo Proxy, diretto da Shukō Murase e sceneggiato da Dai Satō. È doppiato in giapponese da Kōji Yusa, ed in italiano da Christian Iansante.
Timido ed insicuro immigrato moscovita impiegato come manutentore di AutoReiv a Romdo ed affetto da amnesia, il suo sogno di ottenere la cittadinanza sfuma quando, collegato alle apparizioni del proxy ed accusato di crimini non commessi, è costretto a fuggire, intraprende allora un viaggio verso la sua terra natia in cerca di risposte.
È l'immigrato nº 141, ed il suo codice identificativo è 0724FGARK. Nel corso della serie lo si scopre essere l'eponimo Ergo Proxy (エルゴ・プラクシー?, Erugo Purakushī)

## Caratteristiche

### Personalità
(Vincent Law)
Vincent è molto timido, introverso e servizievole e anche imbranato; motivo per il quale sia nel lavoro che nelle relazioni interpersonali si fa mettere i piedi in testa da tutti. La sua condizione è dovuta anche al fatto che, in qualità di immigrato moscovita, egli sia ritenuto inferiore e, quindi, un cittadino di seconda classe destinato alla cieca obbedienza verso i concittadini di Romdo. Vincent segue rigidamente gli imperativi ed i dettami di buona condotta della città cupola, speranzoso di poter, un giorno, divenire a sua volta un concittadino come premio per il suo impegno e rispetto delle regole.
Nonostante incarni la figura di una persona debole ed arrendevole, fondamentalmente incapace di mettere in dubbio il sistema e privo di iniziativa, in realtà si presenta, all'occorrenza, come un individuo riflessivo, determinato e di grande sangue freddo. La perdita della memoria e la vaghezza del suo passato lo lasciano spesso vittima dell'incertezza ma, col progredire della serie, egli riesce sempre di più a scendere a patti con i termini della sua esistenza e la sua natura di Ergo Proxy che, inizialmente, anche dopo aver scoperto, a lungo ha considerato quale un individuo a sé stante residente nella sua coscienza.
Di animo pacifico e tranquillo, Vincent predilige evitare i conflitti o il commettere atti violenti, a meno che non vi sia costretto; operando come pacificatore ogniqualvolta gli sia possibile. Inoltre è una persona spensierata, paziente e rilassata, che tende a vedere il lato divertente delle cose; proprio questi suoi atteggiamenti lo portano ad essere immediatamente benvoluto dalla piccola Pino.
È innamorato perdutamente di Re-l, e in più di un'occasione durante il loro viaggio cerca di baciarla, di entrare in confidenza con lei o di farla sentire a suo agio; sebbene nei suoi confronti essa, quantomeno inizialmente, non provi assolutamente nulla, disprezzandone l'insicurezza, criticandone il servilismo e sentendosi irritata, per sua stessa ammissione immotivatamente, dalla sua spensieratezza. Con il tempo passato assieme ed il proseguimento della serie però, tra i due si instaura un legame più profondo d'amicizia e fiducia e la ragazza inizia a ricambiare i suoi sentimenti mettendo in luce il suo lato più empatico e dolce.
Dopo aver compreso che reprimendo se stesso per essere accettato non si ottengono risultati ed aver iniziato ad agire secondo i dettami del proprio "io" piuttosto che quelli della società, Vincent guadagna sempre maggiore autostima, diventando moralmente più forte e sicuro di sé, cambiando completamente carattere e riuscendo a trovare più sicurezza nei rapporti col suo prossimo, fino ad abbracciare la causa di rivendicazione della Terra stessa verso l'umanità fuggita.
Sebbene non lo si veda mai scrivere nel corso della serie, stando a quanto affermato da Re-l, Vincent è mancino.

### Aspetto
(Re-l riferita a Vincent)
Vincent è alto 5' 9" ft (pari a 175 cm), pesa 68 Kg ed il suo gruppo sanguigno è A. Ha gli occhi verde smeraldo ed i capelli castano scuro, mediamente lunghi. La sua costituzione fisica è asciutta e slanciata ma sufficientemente muscolosa. Nei panni di Ergo Proxy è invece alto circa 7' 3" ft (ossia 221 cm), non pare avere alcun peso corporeo, la sua pelle è nera, le sue orecchie appuntite ed i suoi occhi bianchi e privi di pupille; i capelli rimangono marroni e le caratteristiche facciali per lo più immutate mentre la sua massa muscolare aumenta notevolmente.
Nei panni di Vincent, solitamente veste con una sorta di tuta da lavoro rosso melograno, simile a un impermeabile, completa di guanti, stivali e mantella abbinati; mentre con le sembianze di Ergo Proxy sfoggia un elaborato abito-mantello color rosso carminio e una maschera dimidiata simile a quella del Fantasma dell'Opera, con in aggiunta dei riccioli giullareschi ed un sorriso arlecchinesco.
I suoi occhi sono particolarmente importanti per sottolinearne la trasformazione a livello di individualità e coscienza di sé: nei primi episodi è mostrato come una persona anonima, con gli occhi sempre chiusi e i capelli laccati ma, dopo la sua espulsione da Romdo apre per la prima volta gli occhi; non più scuri, come un comune personaggio secondario, ma del colore brillante che ne indica l'unicità e l'identità.

## Biografia del personaggio
(Proxy One a Vincent)

### Antefatti
(Vincent Law)
Clonato da Proxy One sulla base delle sue stesse cellule in una data non definibile (forse il 1º ottobre 280 Al) e concepito per non possedere nessuno dei punti deboli degli altri proxy (Sole incluso) di modo da sopravvivere al ritorno sulla Terra dell'umanità fuggita nello spazio; Ergo è stato creato al solo scopo di farsi peso sulle proprie spalle della rabbia di tutti gli altri proxy nei confronti dell'insensibile Creatore che li ha lasciati sul pianeta a rigenerarlo per poi distruggerli e farvi ritorno.
Dopo che Proxy One lascia Romdo per ritirarsi a vivere il tempo rimastogli in solitudine lasciando tutte le responsabilità al suo clone, quest'ultimo ha un crollo nervoso dovuto alla gravità della missione assegnatagli senza mai nemmeno interpellarlo e fugge a sua volta dalla città cupola per rifugiarsi a Mosk, da Monad, nella quale trova l'amore. La tredicesima proxy, comprendendo l'ingiustizia fatta all'amato da Proxy One, gli offre la possibilità di sfuggire al suo destino cancellandogli la memoria, pur sapendo che ciò significhi perderlo per sempre.
Ergo accetta l'operazione di azzeramento mnemonico, che lo convince di essere un umano moscovita, e assume l'identità di Vincent Law. Successivamente Monad, provata dallo sforzo, cade in letargo scaricando i ricordi assorbiti nell'AutoReiv Amnesia ma, durante questo periodo, Donov Mayer invia una squadra armata a Mosk distruggendola completamente, al fine di recuperare Ergo, credendolo il suo amato creatore.
Dopo aver recuperato solamente Monad, il Reggente capisce che l'oggetto della sua ricerca è nascosto in spoglie umane tra i cittadini, motivo per il quale accoglie gli sfollati di Mosk a Romdo in qualità di immigrati. Tra di essi vi è anche Vincent Law che, immemore della sua identità, poco tempo dopo essersi stabilito nella città cupola come immigrato incomincia a lavorare sodo per essere un "cittadino modello" e venire accettato dalla comunità romdoniana.
Qualche anno prima dell'inizio della serie viene assunto nella Divisione di Manutenzione AutoReiv del Dipartimento di Intelligence e, durante il suo colloquio di lavoro conosce l'ispettrice Re-l Mayer di cui si innamora a prima vista, sebbene essa, per contro, ne rimanga talmente poco colpita da dimenticarsi subito perfino il suo nome.
Lavorando a stretto contatto con gli AutoReiv, supervisionato dall'entourage Dorothy, Law inizia però inconsciamente a diffondere il Cogito.

### Nella serie
(Ergo Proxy prima della battaglia finale con Proxy One)
Nel 303 Al, Vincent, sempre immemore della sua vita prima della sua fuga da Mosk, lavora ancora nella manutenzione degli AutoReiv e segue rigorosamente i dettami di buona condotta di Romdo, ovvero obbedire ciecamente e fidarsi delle autorità di Romdo ed annullare i propri sentimenti. L'unico oggetto che lo lega al suo passato è un ciondolo che porta sempre al collo e di cui ignora l'origine. Nel momento in cui Monad si risveglia dal laboratorio di ricerca in cui è stata tenuta per oltre diciannove anni, Vincent riassume inconsciamente le fattezze di Ergo Proxy e mosso dagli angosciosi ricordi irrompe in casa di Re-l alla quale, piangendo, sfiora dolcemente il viso con le dita. Sopraggiunge l'altro proxy e, combattendo, le due creature si allontanano.
Apparentemente battuto dopo lo scontro con Monad, che non è più in grado di riconoscere, Vincent si risveglia in stato confusionale e viene ritrovato dalle autorità nei pressi dell'appartamento di Re-l, motivo per il quale designato come capro espiatorio per insabbiare la faccenda ed indiziato quale principale sospettato dal Dipartimento di Sicurezza. Rilasciato poco dopo per la scarsità prove, viene avvicinato nuovamente da Monad e, fraintendendo le sue intenzioni, fugge in preda al panico per un centro commerciale provocando 42 morti nell'inseguimento che ne deriva, tra cui la famiglia del direttore del Dipartimento di Sicurezza Raul Creed. Raggiunto nelle fognature dalla tredicesima proxy subentra la sua vera natura che, mossa dall'istinto la uccide.
Considerandolo responsabile di quanto accaduto ai suoi cari, Creed lo fa incastrare come assassino incolpandolo dell'effrazione in casa di Re-l e dell'omicidio di diversi entourage operanti negli uffici della manutenzione AutoReiv, tra cui Dorothy; rientrato nel suo ufficio quella sera stessa, Law trova la strage in questione e, colto sul fatto dagli AutoReiv della vigilanza fugge diretto fuori da Romdo, stanco di sopprimere se stesso per essere considerato un buon concittadino senza che nessuno apprezzi i suoi sforzi.
Durante il suo cammino verso la paratia stagna che conduce all'esterno della città cupola, Vincent si imbatte in Pino, AutoReiv domestica di proprietà di Creed infettata dal Cogito durante l'incidente del centro commerciale. Raggiunto da Re-l a un passo dall'uscita, questa gli offre il suo aiuto ma l'intervento degli uomini del Dipartimento di Sicurezza costringe il moscovita a fuggire all'esterno assieme a Pino.
Una volta fuori dalla cupola, Vincent sopravvive miracolosamente all'aria esterna che è infetta; quindi si ferma per un certo periodo alla Comune, una cittadella formata da persone cacciate da Romdo. Lì viene raggiunto da Re-l che tenta, vanamente, di farlo tornare a Romdo con lei promettendogli che intercederà per lui con il nonno ma l'intervento di alcuni AutoReiv da ricognizione inviati da Creed fa precipitare la situazione rompendo lo scafandro indossato da Re-l.
Per salvarla dal virus letale presente nell'atmosfera, Law fa dunque tornare la donna amata a Romdo con uno stratagemma e, successivamente parte con Pino alla volta di Mosk per tentare di far luce sul suo passato. Proprio durante una tappa del viaggio, alle città cupole gemelle di Halos e Asura, si imbatte dapprima in Senex Proxy, che uccide per puro istinto, e in seguito nel di lei compagno Kazkis, che per affrontare e sconfiggere in combattimento è costretto a realizzare per la prima volta della sua duale identità.
Raggiunto poco dopo da Re-l, egli le rivela la sua scoperta e questa, sebbene inizialmente incredula, si convince che sia la verità e decide di seguire lui e Pino nel resto del loro viaggio, per scoprire finalmente i segreti che la città di Romdo e il proxy celano.
Col procedere del viaggio il trio tra tensioni, battibecchi, sorprese ed avventure varie finisce col cementificare un profondo rapporto d'affetto e Re-l inizia a ricambiare i sentimenti di Vince. Arrivati alla loro meta tuttavia, essi la trovano ridotta in macerie dal missile nucleare Rapture lanciatovi da Creed e, trovandovi solo un confuso messaggio simile a quello che Re-l aveva trovato sullo specchio del suo bagno la notte del suo primo incontro con Vincent nei panni di proxy, decidono di tornare a Romdo e far luce sulla faccenda una volta per tutte.
Giunti alla città cupola però, Vincent si trasforma in Ergo Proxy e si isola come in preda ad un profondo dolore iniziando a vagare per i vicoli; nel suo pellegrinaggio, consequenziale al progressivo recupero dei ricordi, si reca dal cadavere di Monad nei laboratori di Daedalus e qui ha un breve incontro con la seconda clone della proxy amata, Real. In seguito si reca nella stanza consigliare di Donov Mayer e ne trova il cadavere, precedentemente ucciso da Proxy One passandosi per lui nella speranza che Re-l, avendo visto tutto, decidesse poi di uccidere Vincent coi proiettili ai raggi FP; punendolo così per aver abbandonato il destino da lui assegnatogli. La ragazza tuttavia, comprende la verità dietro la marea di menzogne raccontategli nel corso della sua vita e rivela a Vincent dell'esistenza di Proxy One.
Riacquistato anche l'ultimo tassello dei suoi ricordi, Ergo si appresta a combattere col responsabile delle sue sventure che, non volendo affrontare la realtà, lo ha intrappolato in un ruolo ingiusto. Prima dell'inizio della battaglia tra i due potenti proxy Re-l si allontana per impedire il crollo di Romdo ad opera di Daedalus, facendo promettere a Vincent di uscirne sano e salvo e ricongiungersi a lei. Proxy One rivela, nel corso dello scontro col suo clone, che il Creatore, ovvero l'umanità originaria fuggita nello spazio, sta facendo ritorno sulla Terra e, di conseguenza, tutti i proxy stanno per essere soppressi ad eccezione di Ergo, da lui progettato per sopravvivere ma, furibondo, il proxy primigenio decide di uccidere il suo clone prima di andare incontro alla morte così da condividere il dolore di vedersi negata la propria esistenza; Ergo tuttavia, confermandosi il più potente tra i proxy, riesce a penetrare da parte a parte il torso del suo generatore. In seguito, sul luogo dello scontro sopraggiunge Real, divenuta a tutti gli effetti la reincarnazione di Monad che, per sollevarlo dal gravoso compito come fatto in passato gli propone la soluzione definitiva di un suicidio congiunto così che le loro anime rimangano insieme nella morte. Seppur tentato, Ergo rifiuta comprendendo di voler restare in vita al fianco di Re-l in quella che, sebbene possa essere una realtà dolorosa e difficile da affrontare, egli ha imparato ad amare e desidera proteggere; dunque dà il definitivo addio a Real, che si suicida da sola sotto i raggi del sole, e torna da Proxy One, un attimo prima che questi spiri, rivelandogli la sua intenzione di rappresentare speranza e libertà per tutti gli esseri imperfetti che lo hanno amato e fatto soffrire.
Nella scena finale, tra le macerie di Romdo, mentre viene raggiunto da Re-l e dalla piccola Pino, Vincent osserva il ritorno dell'umanità originaria annunciando l'inizio della vera battaglia come Ergo Proxy, l'Emissario della Morte (死の代理人?, Shi no Dairinin), che combatterà assieme a tutti coloro che non intendono cedere indietro il pianeta.

## Poteri e abilità

### Umano
In forma umana, Vincent dimostra tutti i limiti fisici e le debolezze di un comune esponente della specie, sebbene ciò possa essere dovuto al semplice fatto che egli stesso sia convinto di esserlo a causa della perdita di memoria.
A causa degli anni passati come impiegato della Divisione di Manutenzione AutoReiv del Dipartimento di Intelligence di Romdo, Vincent dimostra di essere un abilissimo meccanico, capace di far funzionare perfettamente anche vecchie tecnologie in disuso da decenni. Inoltre, avendo avuto parecchi incarichi di ritiro dalla circolazione di AutoReiv infetti dal virus Cogito, si dimostra sufficientemente abile nel combattimento corpo a corpo da sapere ingaggiare in battaglia i suddetti androidi.
Infine, dimostra una non indifferente maestria anche nell'uso delle armi da fuoco e come pilota.
Anche a livello inconscio, qualora in pericolo, Vincent si trasforma in Ergo.

### Proxy
Come proxy, Ergo è virtualmente immortale grazie alle cellule Amrita, possedute da tutti i suoi simili ed indistruttibili per qualsiasi cosa. Tali cellule gli conferiscono una resistenza sovrannaturale ed un fattore rigenerante tale per cui potrebbe farsi ricrescere un intero arto. Sebbene non sia immuni al dolore e possa perdere sangue, pare che solo un proxy sia in grado di provocare danni di sufficiente entità da uccidere un altro proxy.
Per lo stesso motivo, come dimostra salvandosi dal virus letale presente nell'atmosfera terrestre, è immune a molti veleni umani e dovrebbe esserlo anche a narcotici, droghe e sedativi, sebbene l'esatta estensione di tali capacità rigenerative sia del tutto ignota.
Un'altra abilità tipica della sua razza è la forza sovrumana, tale per cui sarebbe in grado di sfondare porte d'acciaio progettate per contenere perfino gli AutoReiv e squarciare una trachea col solo ausilio di una mano. Oltretutto si muove ad una velocità tanto elevata da poter percorrere centinaia di metri in pochi istanti senza essere visti ad occhio nudo, abilità di cui si serve piuttosto di frequente.
Dispone inoltre di capacità di mutaforma che gli consentono di assumere forma umana.
Sebbene alcuni proxy, come Swan e Will B. Good, dimostrano poteri di interferimento con le menti altrui, Ergo non manifesta tale peculiarità; tuttavia è uno dei pochi proxy che nella serie dimostra la capacità di emettere energia dagli occhi.
Durante il combattimento finale con Proxy One dimostra, infine, d'essere in grado di vincere la forza di gravità.
Altri poteri non approfonditi dei proxy che dovrebbero essere in suo possesso sono l'abilità di creare la vita dal nulla e tutto quanto inerente alla creazione delle città-cupole ed all'attivazione degli uteri artificiali.
Come rivelato da Proxy One, Ergo è inoltre privo di tutti i punti deboli dei proxy, difatti sopravvive tranquillamente alla luce solare.